# Donald J. DePaolo

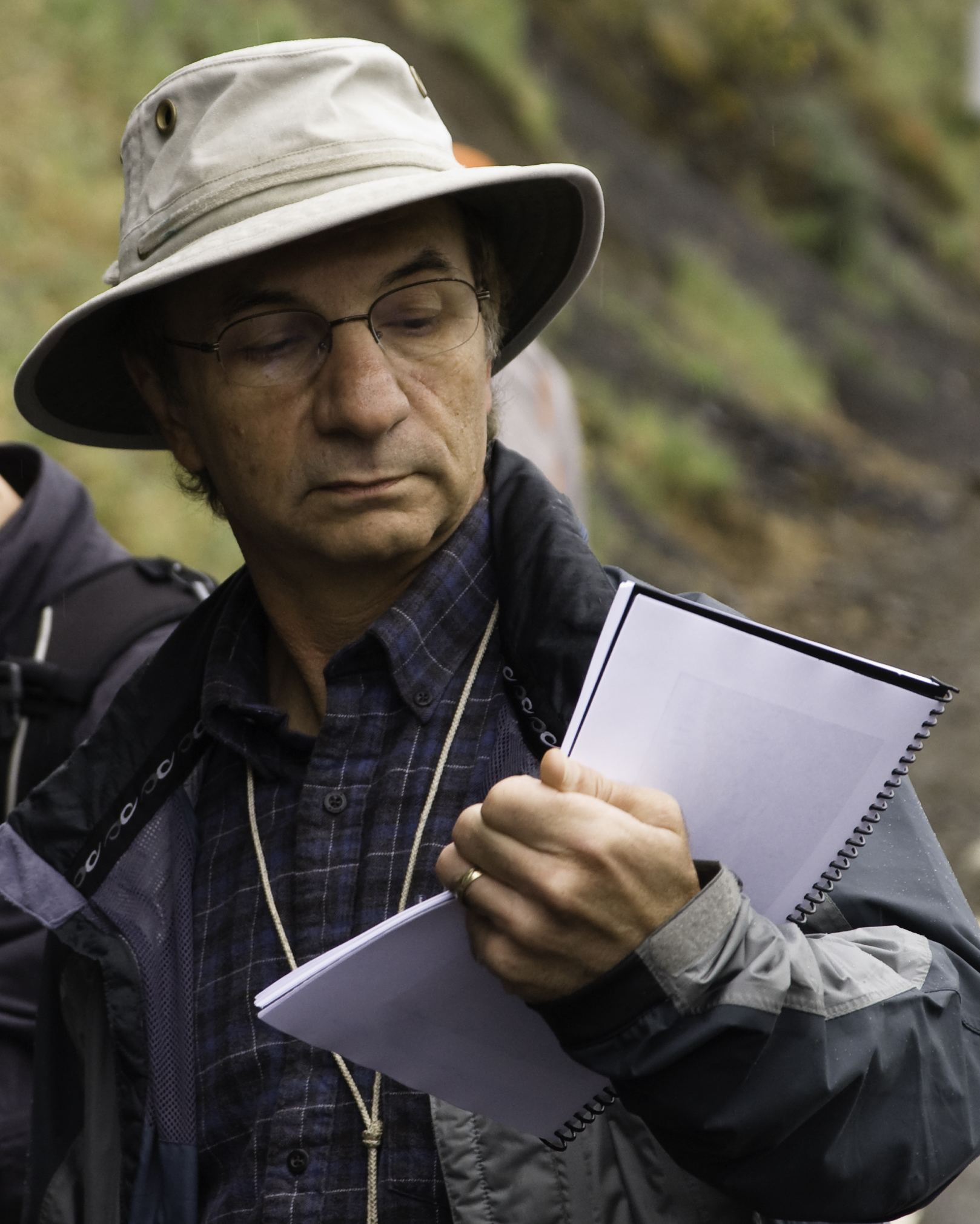
Donald J. DePaolo

Donald J. DePaolo (* 12. April 1951 in Buffalo) ist ein US-amerikanischer Geochemiker.
DePaolo studierte Geologie an der Binghamton University mit dem Bachelor-Abschluss 1973 und wurde 1978 in Geologie und Chemie bei Gerald Wasserburg am Caltech promoviert. 1978 wurde er Assistant Professor, 1981 Associate Professor und 1983 Professor an der University of California, Los Angeles und ab 1988 war er Professor für Geochemie an der University of California, Berkeley. Außerdem war er am Lawrence Berkeley National Laboratory, wo er 1998 bis 2006 die Geochemie leitete und Associate Director des Laboratory for Energy and Environmental Science war, und leitet das Center for Isotope Geochemistry des LBNL und der Universität Berkeley. 2009 wurde er Direktor des Center for Nanoscale Control of Geologic CO2 (EFRC). 1997/98 war er Miller Research Professor in Berkeley.
Er befasst sich mit Isotopen-Geochemie. Mit seinem Lehrer Wasserburg war er ein Pionier der Neodymium-Samarium-Datierung. Er ist am Hawaii Scientific Drilling Project (HSDP) beteiligt mit Tiefbohrungen am Mauna Kea. Er bestimmte die geochemische Struktur der Magmen des Mantel-Plume unter Hawaii. Außerdem befasst er sich mit der Geochemie von Kohlendioxid-Sequestrierung in Gestein.
Er ist Fellow der National Academy of Sciences (1993), der American Academy of Arts and Sciences (1994), der California Academy of Sciences und der American Association for the Advancement of Science. 2000 war er Guggenheim Fellow. 2019 wurde er zum Auswärtigen Mitglied der Academia Europaea gewählt. Er erhielt 1978 die F. W. Clarke Medal der Geochemical Society, 1999 die Arthur L. Day Medal, 2000 den Urey Award, 1983 die James B. Macelwane Medal, 2014 die Harry H. Hess Medal, 2019 den V. M. Goldschmidt Award und 1987 den Mineralogical Society of America Award.

## Schriften
- Study of magna sources, mantle structure and the differentiation of the earth from variations of 143Nd/144Nd in igneous rocks, Mineralogical Society of America, 1978
- Neodymium Isotope Geochemistry: An Introduction, Springer 1988
- als Coautor: Using Pb and Sr isotopes to assess Asian aerosol impacts in urban and interior California, California Air Resources Board, 2012
- Herausgeber: Geochemistry of geologic CO2 sequestration, Mineralogical Society of America 2013